# Georgette Hammel
Pour les articles homonymes, voir Hammel.
Georgette Hammel, née Roustain, née le 9 juin 1898 à Cornas et morte le 14 janvier 1943 à Valence, est une résistante française. Elle est reconnue juste parmi les nations à titre posthume, en 1996.

## Biographie
Elle épouse André Hammel, pasteur puis psychiatre et directeur de clinique dans l'Oise. Elle est très engagée religieusement, socialement et politiquement. Durant la Seconde Guerre mondiale, Georgette et André Hammel cachent des juifs, ce qui leur vaut la reconnaissance de justes, à titre posthume, en 1996. Elle meurt d'une crise d'asthme, en 1943, dans la gare de Valence, alors qu'elle va rendre visite à son fils Jean-Pierre, résistant, alors emprisonné au fort de Montluc.
Elle est la mère du pasteur Maurice Hammel, de Jean-Pierre Hammel, lieutenant-colonel des FFI, médaillé de la résistance et directeur de l'École alsacienne, de la sociologue et écrivain féministe Évelyne Sullerot. Elle est la nièce de Louise Massebiau-Compain.